# Thomas Adès
Thomas Adès (Londres, 1 de marzo de 1971) es compositor inglés de origen judío-sirio. Es ampliamente considerado uno de los más destacados compositores contemporáneos.

## Biografía
Nació en Londres, hijo de Timothy Adès y Dawn Adès. Estudió piano en la Guildhall School of Music and Drama y posteriormente estudió en el King's College de Cambridge. Entre 1993 y 1995 fue compositor residente de la Orquesta Halle de Mánchester, para la cual escribe The Origin Of the Harp (1994), y These Premises Are Alarmed para la inauguración del Bridgewater Hall en 1996. 
Su pieza Asyla (1997) fue un encargo de la fundación Feeney para Sir Simon Rattle y la Orquesta Sinfónica de Birmingham. En septiembre de 2002, Rattle interpretó Asyla en su primer concierto como de director titular de la Orquesta Filarmónica de Berlín.
La primera ópera de Adès fue Powder Her Face (encargada por la Ópera Almeida para el festival de Cheltenham en 1995), desde entonces esta ópera, conocida como la "ópera de la felación" ha sido interpretada en todo el mundo y existe una grabación en DVD editado por EMI. Su segunda ópera, La tempestad (The Tempest) fue encargada por la London's Royal Opera House y fue estrenada bajo la batuta del compositor obteniendo una fantástica crítica en febrero de 2004. En septiembre de 2005 se estrena su Concierto para Violín y Orquesta en los BBC Proms, interpretado por Anthony Marwood. Su segunda pieza para Simon Rattle, Tevot (2007), fue encargado por la Filarmónica de Berlín y el Carnegie Hall.
El 2016 estrena en el Festival de Salzburgo su tercera ópera, El Ángel Exterminador (The Exterminating Angel), basada en la película homónima del director Luis Buñuel.
Adès ha recibido numerosos premios y distinciones, incluyendo los prestigioso Grawemeyer Award (2000), siendo el más joven de la historia del concurso, y Premio BBVA Fronteras del Conocimiento en categoría Música y Ópera (2022). Actualmente es el director Artístico del Festival de Aldeburgh.

## Obra[8]
- Five Eliot Landscapes, para soprano y piano (1990)
- Catch, para ensamble de cámara (1991)
- Still Sorrowing, para piano (1991-92)
- Under Hamelin Hill, para órgano de cámara (1992)
- Living Toys, para ensamble de cámara (1993)
- Life Story, para soprano y ensamble de cámara (1993)
- Sonata da Caccia, para ensamble de cámara (1993)
- Arcadiana, para cuarteto de cuerdas (1994)
- The Origin of the Harp, para ensamble de cámara (1994)
- Powder Her Face, ópera de cámara en dos actos(1995)
- These Premises are Alarmed, para orquesta (1996)
- Asyla, para gran orquesta (1997)
- Concerto Conciso, para piano y ensamble de cámara (1997-98)
- America, para mezzosoprano y gran orquesta con coro opcional (1999)
- Quinteto de Piano (2000)
- Brahms, para barítono y orquesta (2001)
- The Tempest, ópera en tres actos (2003-04)
- Concierto para violín: Concentric Paths, para violín y orquesta de cámara (2005)
- Tres Estudios sobre Couperain, para orquesta de cámara (2006)
- Tevot, para gran orquesta (2007)
- In Seven Days, para piano y orquesta (2008)
- Paráfrasis de Concierto sobre Powder Her Face, para piano solo (2009)
- Mazurkas, para piano (2009)
- Lieux retrouvés, para chelo y piano (2009)
- The Four Quarters, cuarteto de cuerdas (2010)
- Polaris, viaje para orquesta (2010)

- Totentanz, para barítono y orquesta (2013)
- The Exterminating Angel, ópera en tres actos (2015-16)
- Concierto para piano y orquesta (2018)
- Colette Suite, para orquesta de cámara, sobre la música de la película "Colette" (2018-19)
- Dante, ballet en 3 partes, para orquesta con voces pregrabadas y coro femenino (2019-20)
  - Inferno (2019)
  - Purgatorio (2019-20)
  - Paradiso (2019-20)
- Märchentänze, para violín y piano (2020)
- Dawn, chacona para orquesta a cualquier distancia (2020)
- Sinfonía "El Ángel Exterminador", para orquesta (2020)
- Gyökér (Root), para mezzo-soprano y cuatro percusionistas (2020)
- Shanty – Over the Sea, para cuerdas (2020)
- Alchymia, quinteto de clarinete (2021)
- Tower, fanfarria para 14 trompetas (2021)
- Növények, siete poemas húngaros para mezzo-soprano y sexteto de piano (2020-22)
- Air - Homage to Sibelius, para violín y orquesta (2021-22)
- Sinfonía "La Tempestad" (2022)